# 앨빈과 슈퍼밴드 (2015년 애니메이션)
《앨빈과 슈퍼밴드》(영어: Alvin and the Chipmunks, 프랑스어: Alvin et les Chipmunks)는 니켈로디언에서 2015년부터 2023년까지 방송된 미국과 프랑스의 텔레비전 애니메이션이다.